# Saccharophagos mochisa
Saccharophagos mochisa là một loài bướm đêm trong họ Noctuidae.